# كأس التشيك 1996–97
كأس التشيك 1996–97 هو موسم من كأس التشيك. أشرف على تنظيمه اتحاد جمهورية التشيك لكرة القدم، وفاز فيه سلافيا براغ.